# سعاد نشاب
سعاد نشاب (ولدت في 25 ديسمبر 1979) هي لاعبة كرة الطاولة جزائرية. نافست في منافسات زوجي السيدات في الألعاب الأولمبية الصيفية 2004.

## وصلات خارجية
سعاد نشاب على موقع أوليمبيديا (الإنجليزية)